# Autostrada D4 (Czechy)
Autostrada D4 (cz.: Dálnice D4) – autostrada w Czechach, o długości 89 km. Droga łączy Pragę z rejonem miasta Příbram. W przyszłości planuje się wydłużenie arterii – śladem obecnych dróg krajowych 4 i 20 do miasta Písek (odcinek ten – na niektórych odcinkach – spełnia parametry trasy ekspresowej).
Do końca 2015 roku trasa istniała jako droga ekspresowa R4 (Rychlostní silnice R4).